# Ljusterö
Ljusterö – wyspa w Szwecji, na północy archipelagu Sztokholmskiego, w gminie Österåker, w regionie Sztokholm. Wyspa położona jest 65 km od Sztokholmu. Powierzchnia wyspy wynosi 62,05 km² i jest 17 wyspą w Szwecji pod względem powierzchni.
Do 1967 roku na wyspie istniała gmina Ljusterö.
Na wyspie proponowany jest projekt instalowania dużej liczby turbin wiatrowych do wytwarzania energii odnawialnej. Planuje się wybudować 23 turbiny. Latem liczba ludności na wyspie wynosi około 30 000.
Głównie prowadzi się gospodarkę leśną. Występują tu m.in.: zające, lisy, borsuki, jelenie i łosie. Gniazdują tu orły.

## Galeria

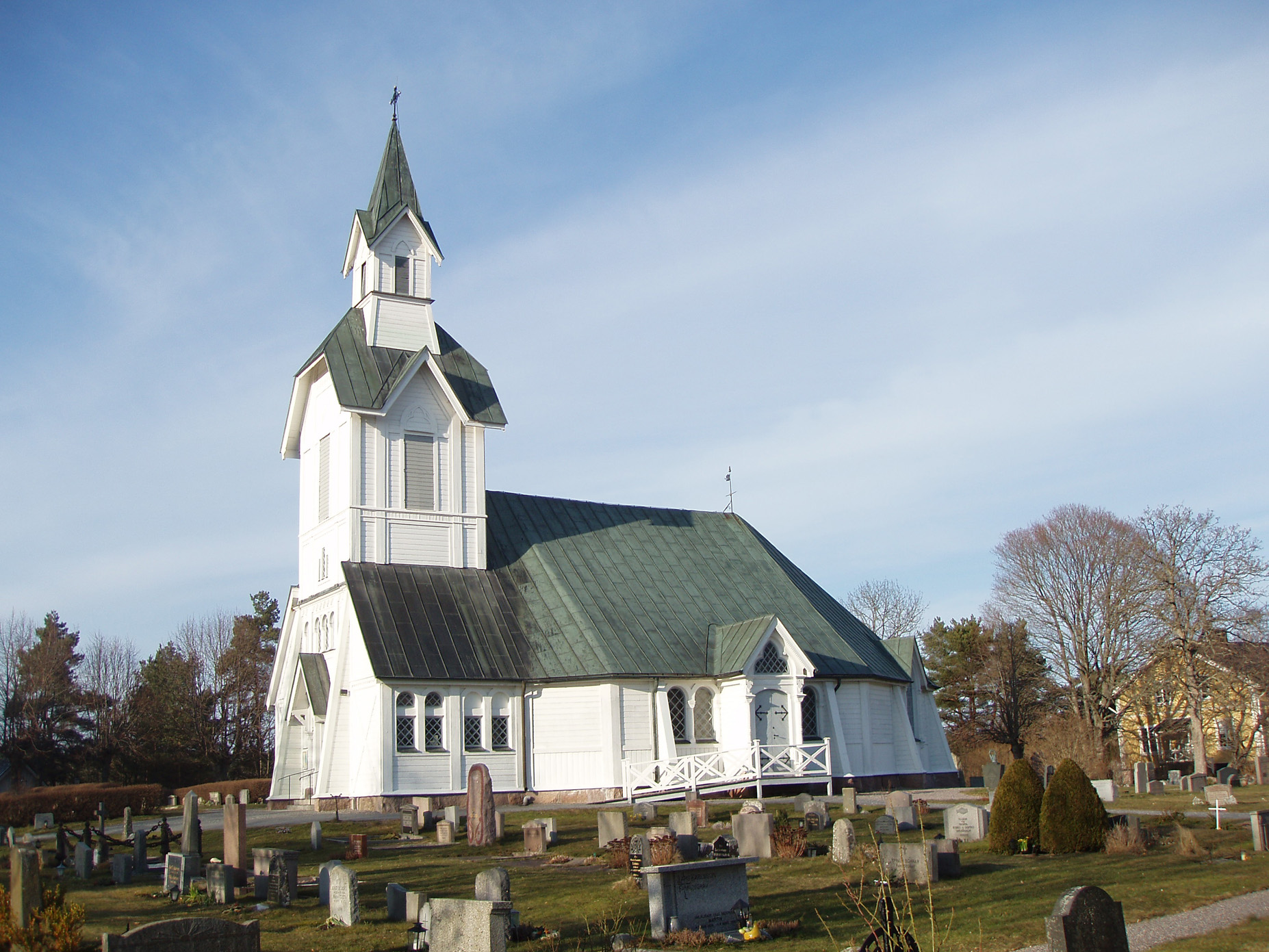
Kościół
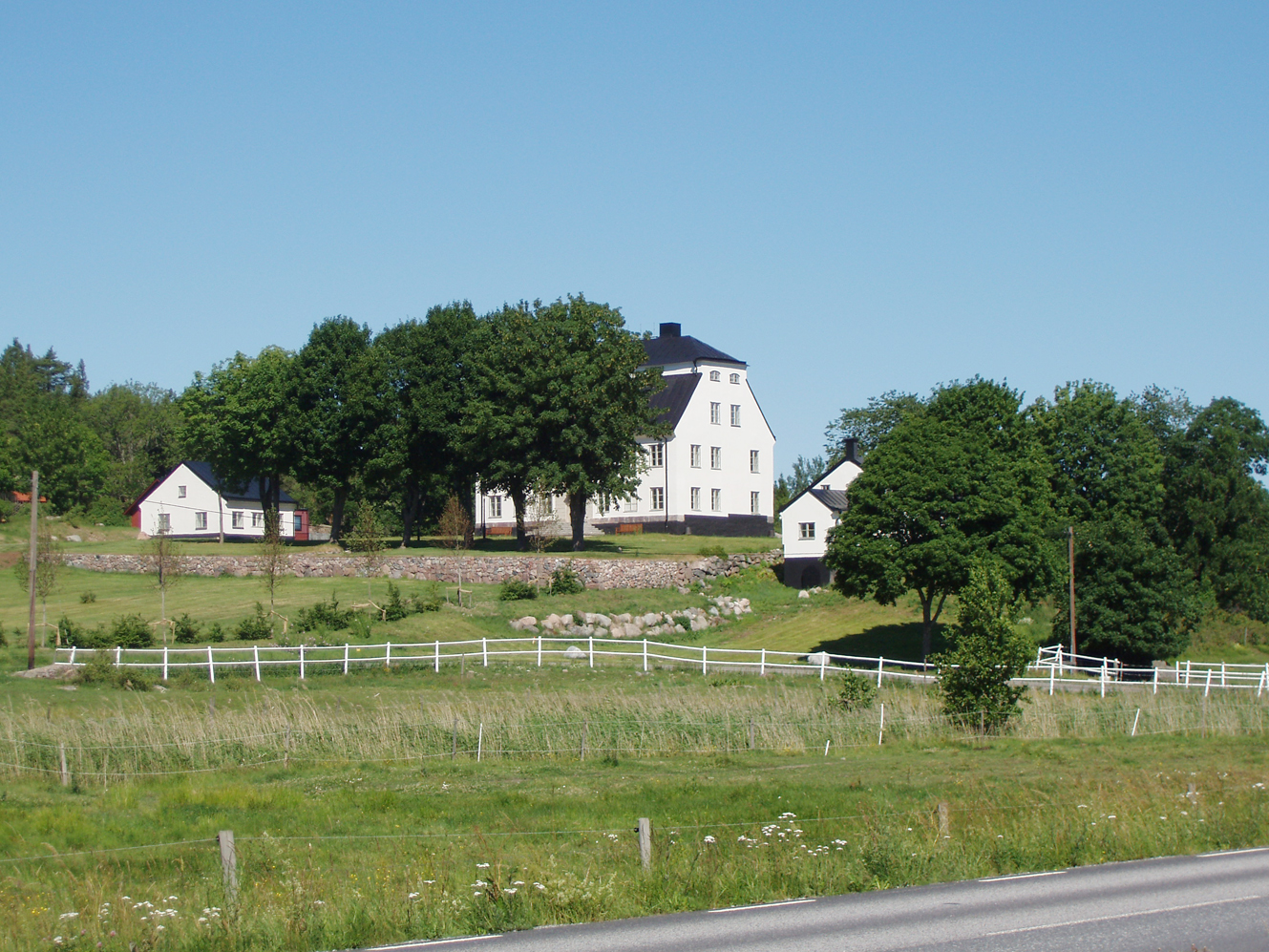
Okoliczna farma
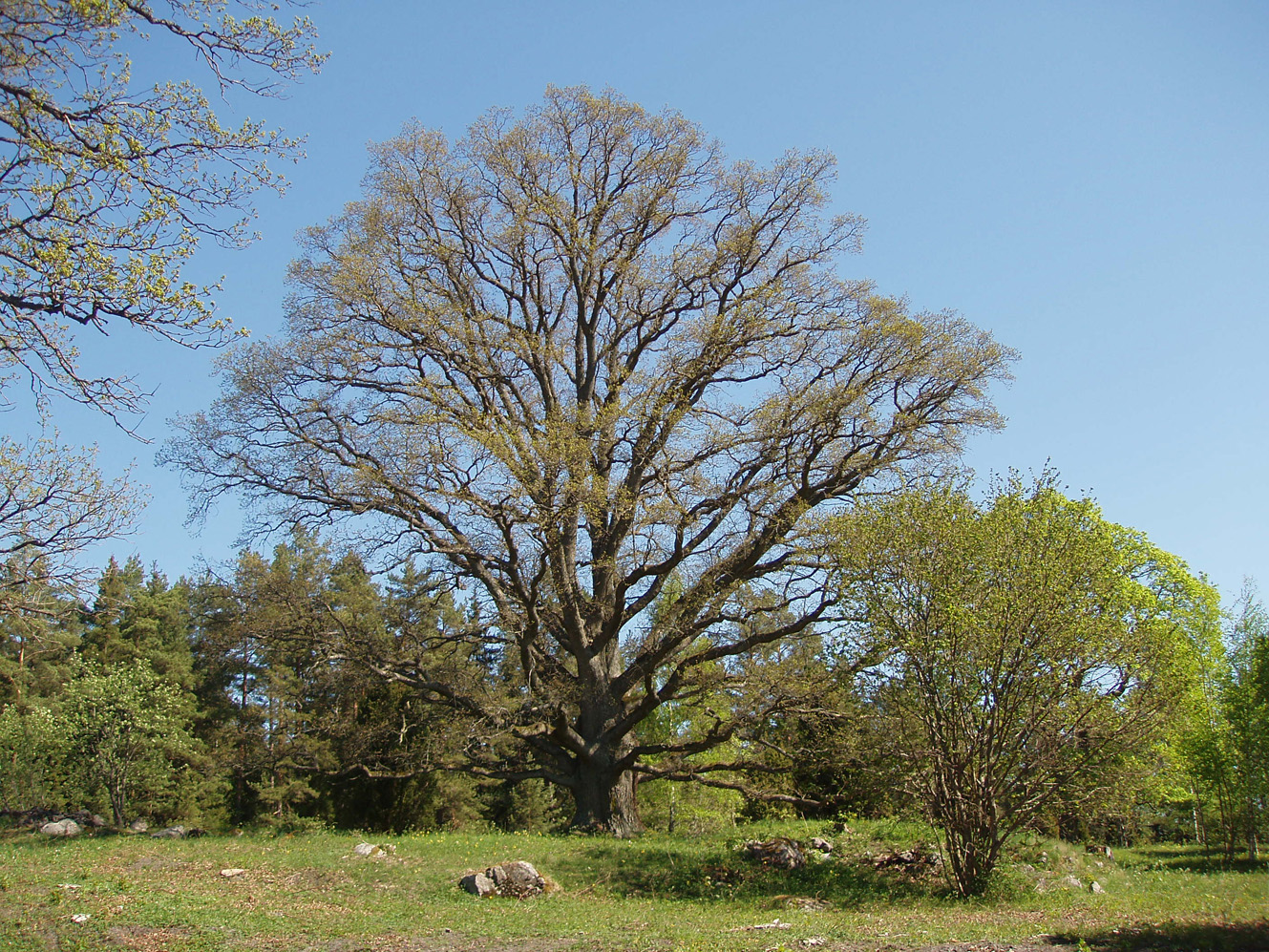
Dąb szypułkowy
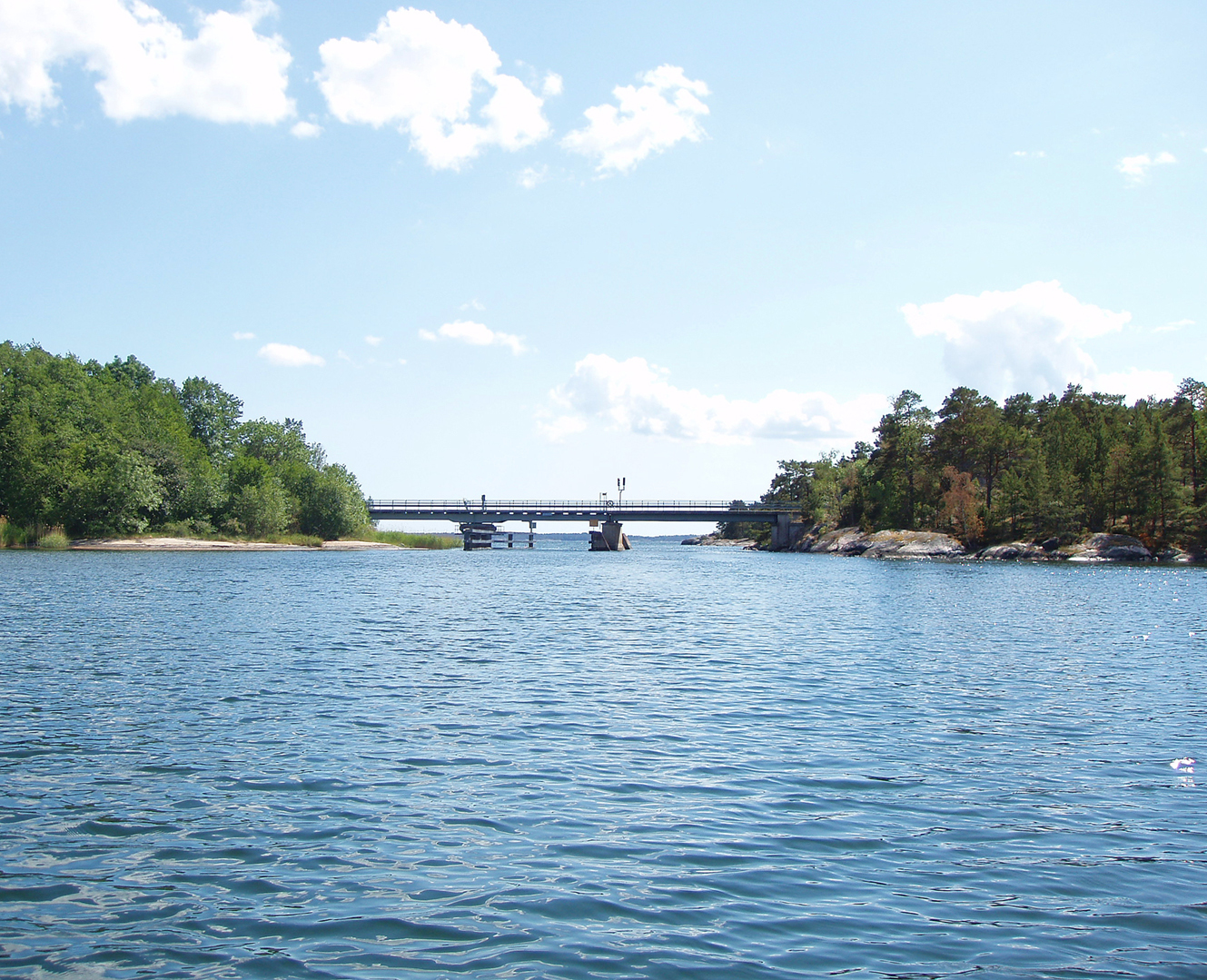
Cieśnina i most łączący zachodnią i wschodnią część Ljusterö
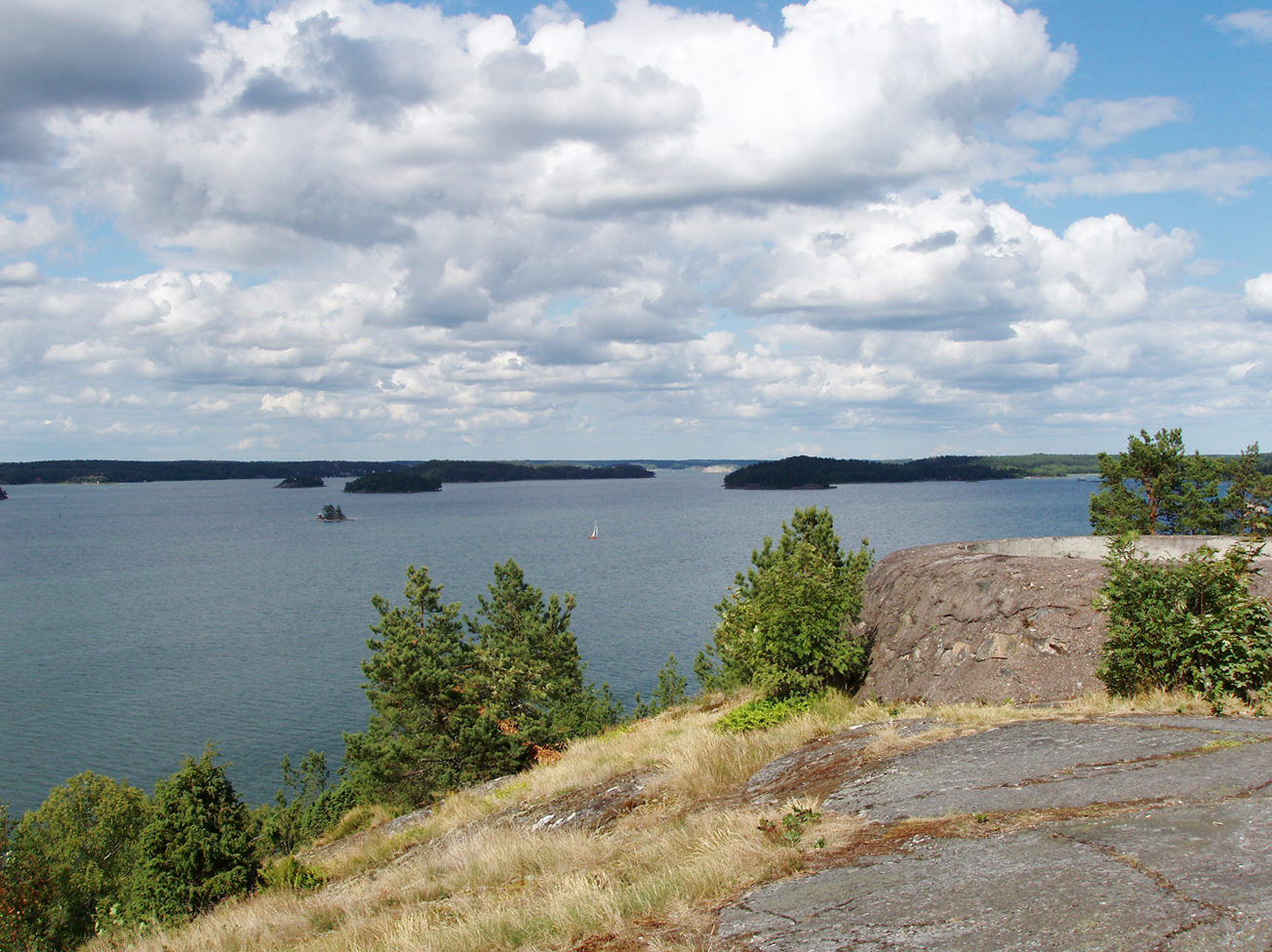
Brzeg wyspy
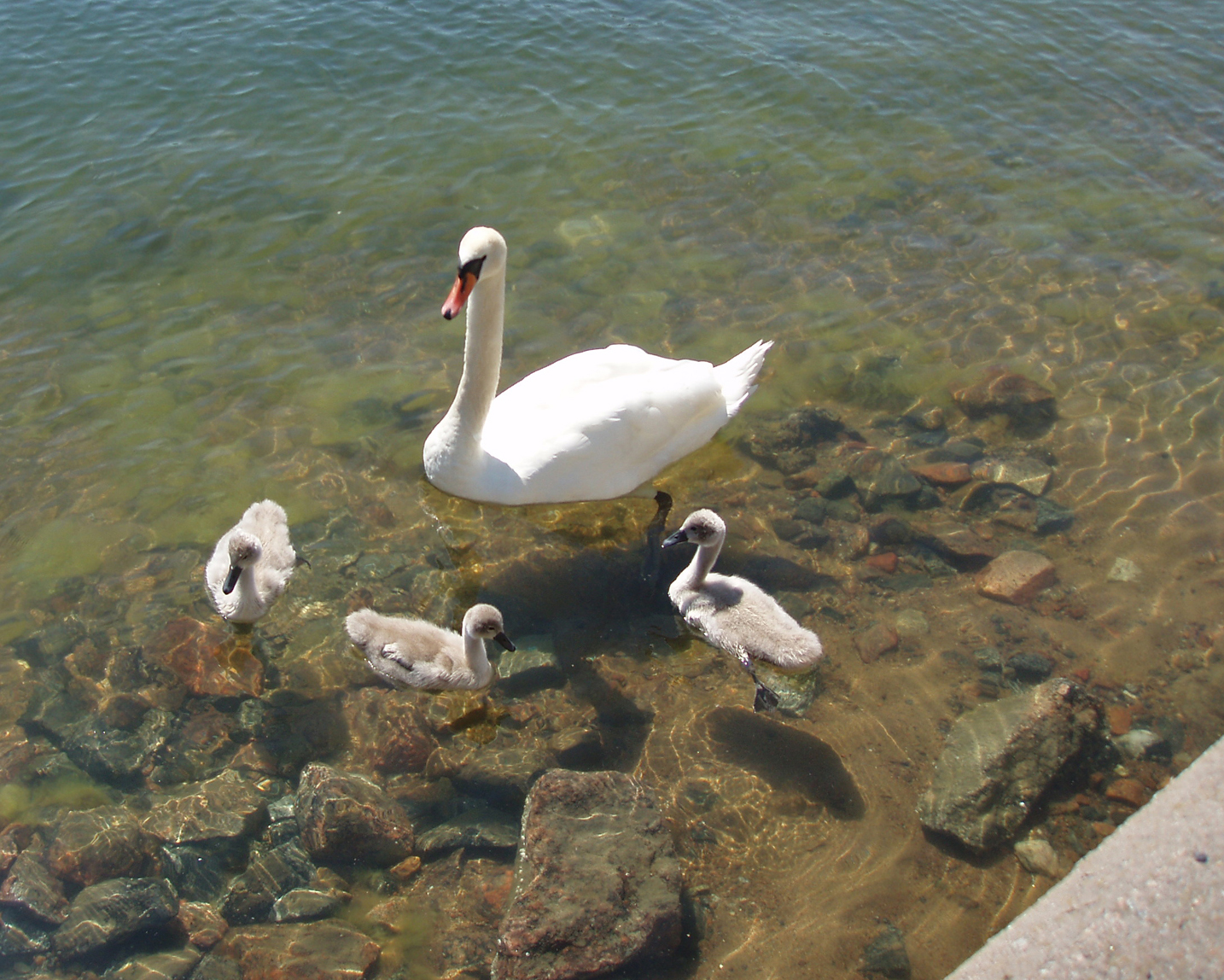
Tutejsze łabędzie
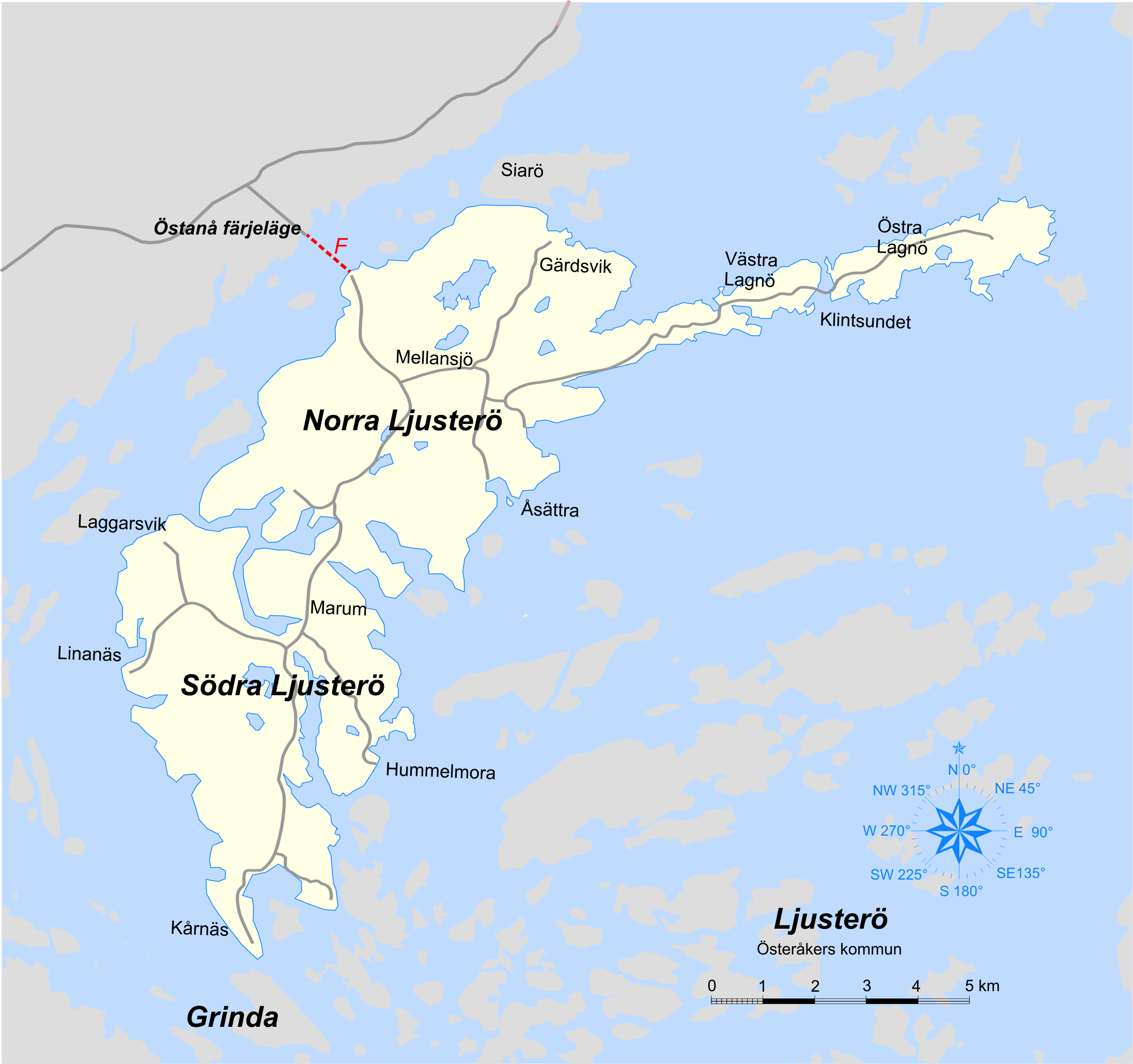
Mapa Ljusterö
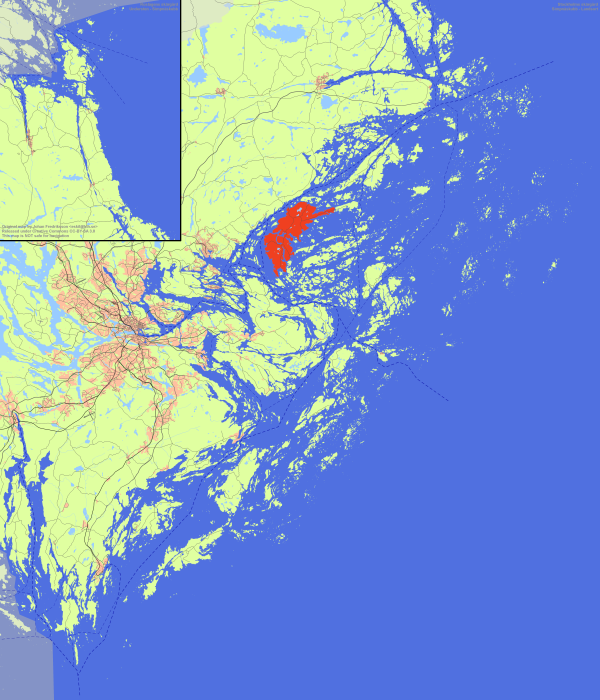
Mapa archipelagu Sztokholmskiego (na czerwono wyspa Ljusterö)
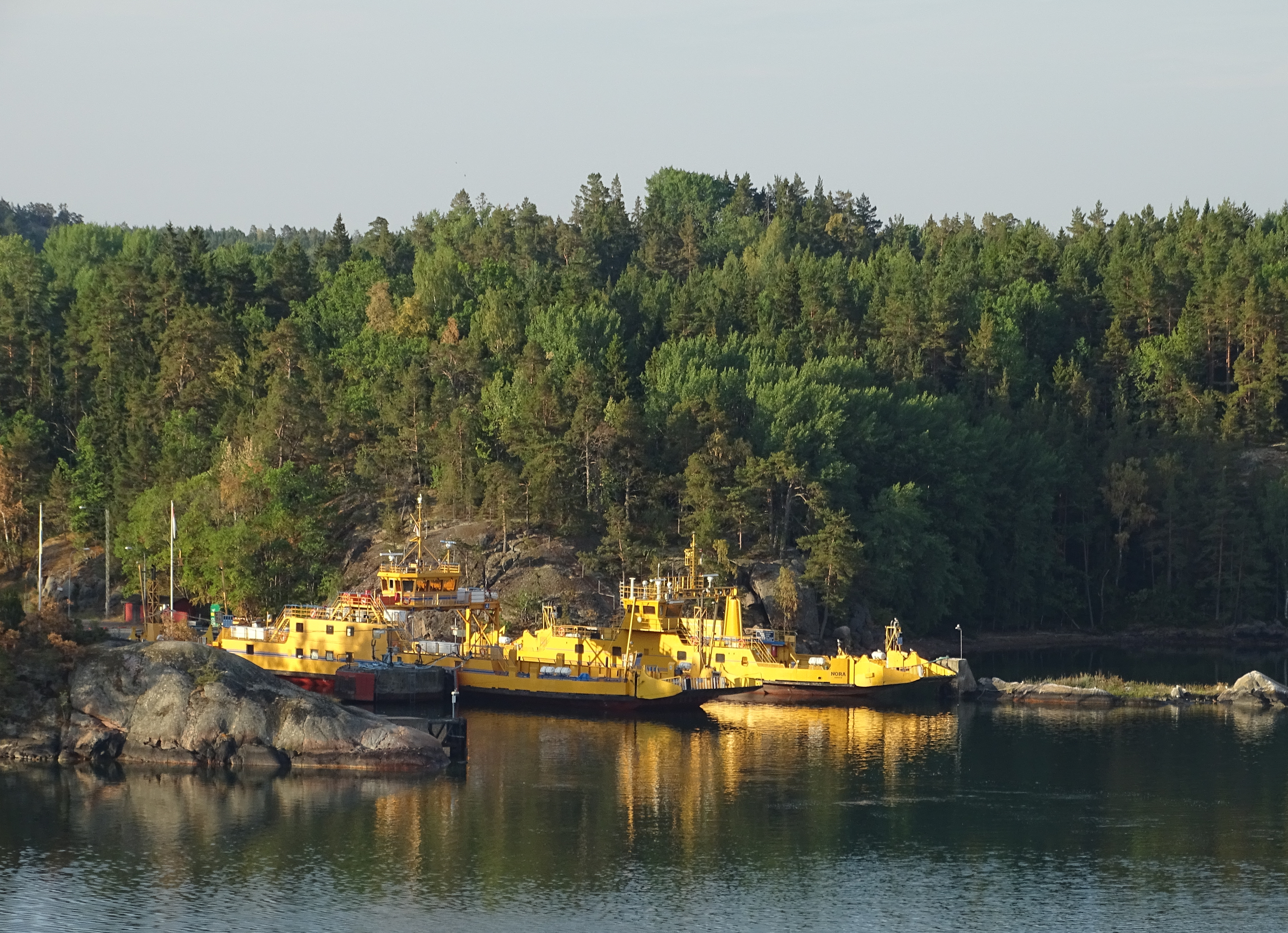
Ferry Ljusterö-Östanå